# Reyhan Arabacıoğlu
Reyhan Arabacıoğlu, né en 1980 en Bulgarie, est un haltérophile turc.

## Biographie
Il concourt dans la catégorie des moins de 77 kg,.
Il commence l'haltérophilie à İzmir, où il est membre de l'équipe d'haltérophilie du club İzmir Büyükşehir Belediyespor.